# 锡斯河畔波塞
锡斯河畔波塞（法語：Pocé-sur-Cisse，法語發音：[pɔse syʁ sis] ⓘ）是法国安德尔-卢瓦尔省的一个市镇，位于该省东部偏北，卢瓦尔河右岸，属于图尔区。

## 地理
锡斯河畔波塞（47°26'40"N, 0°59'27"E）面积10.61 平方千米，位于法国中央-卢瓦尔河谷大区安德尔-卢瓦尔省，该省份为法国中西部省份，北起萨尔特省、东北接卢瓦-谢尔省，东南接安德尔省，南至维埃纳省，西临曼恩-卢瓦尔省。
与锡斯河畔波塞接壤的市镇（或旧市镇、城区）包括：昂布瓦斯、沙尔热、利姆赖、图赖讷地区蒙特勒伊、纳泽勒-内格龙、圣旺莱维涅。
锡斯河畔波塞的时区为UTC+01:00、UTC+02:00（夏令时）。

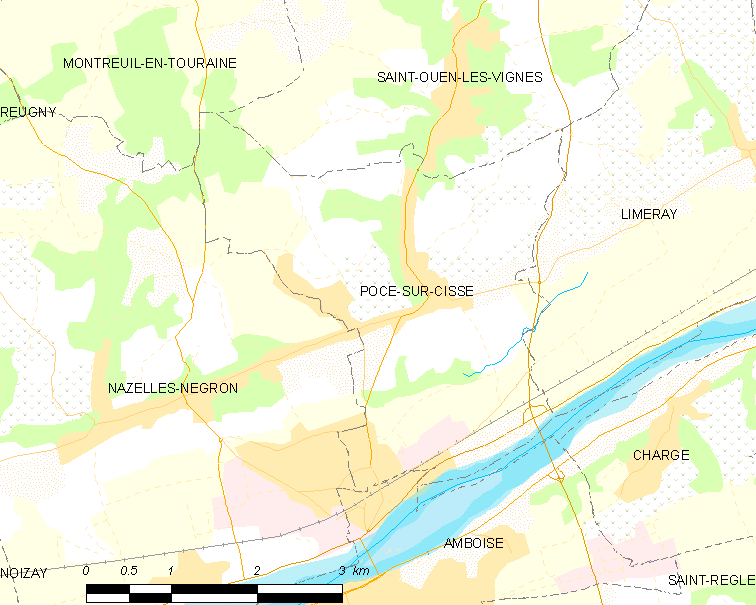
锡斯河畔波塞的OSM定位图

## 行政
锡斯河畔波塞的邮政编码为37530，INSEE市镇编码为37185。

## 政治
锡斯河畔波塞所属的省级选区为昂布瓦斯县。

## 人口

1962-2008年间锡斯河畔波塞人口变化图示

锡斯河畔波塞于2022年1月1日时的人口数量为1760人。